# بورونگاماری
بورونگاماری (به لاتین: Bhurungamari) یک منطقهٔ مسکونی در بنگلادش است که در ناحیه کوریگرام واقع شده‌است. بورونگاماری ۲۳۶ کیلومتر مربع مساحت و ۱۷۶٬۸۲۲ نفر جمعیت دارد.